# Lathroeus mysticus
Lathroeus mysticus är en skalbaggsart som beskrevs av Julius Melzer 1932. Lathroeus mysticus ingår i släktet Lathroeus och familjen långhorningar. Inga underarter finns listade i Catalogue of Life.